# جرل جروم
جرل جروم (انگلیسی: Jharrel Jerome؛ زادهٔ ۹ اکتبر ۱۹۹۷) بازیگر، موسیقی‌دان اهل ایالات متحده آمریکا است. وی از سال ۲۰۱۶ میلادی تاکنون مشغول فعالیت بوده‌است.
از فیلم‌ها یا برنامه‌های تلویزیونی که وی در آن نقش داشته‌است می‌توان به مهتاب و توقف‌ناپذیر اشاره کرد. وی همچنین برندهٔ جوایزی همچون جوایز امی ساعات پربیننده شده‌است.